# 日本総合ビジネス専門学校
日本総合ビジネス専門学校 大垣（にほんそうごうびじねすせんもんがっこう おおがき）とは、岐阜県大垣市にある私立の専修学校である。旧・校名は「日本情報処理専門学校」。運営主体は学校法人日本中央学園。愛称は「ニチビ」。

## 沿革
- 1985年（昭和60年）4月 - 日本情報処理専門学校開校。情報処理科のみ。
- 1990年（平成2年）4月 - キャリアビジネス科新設。
- 1991年（平成3年）4月 - 情報処理専攻科・情報処理専門科新設。
- 1993年（平成5年）4月 - 情報処理専攻科廃止。医療ビジネス科新設。
- 1994年（平成6年）4月 - 公務員ビジネス科新設。
- 1994年（平成6年）5月 - 専門士称号付与認定
- 1995年（平成7年）4月 - 日本中央学園の再編により「日本総合ビジネス専門学校」に改称。
- 1997年（平成9年）3月 - 公務員ビジネス科廃止。
- 1998年（平成10年）3月 - 情報処理学科廃止。
- 1999年（平成11年）4月 - 医療ビジネス科を医療福祉科に科名変更。
- 2000年（平成12年）4月 - キャリアビジネス科を情報事務科に科名変更。
- 2002年（平成14年）4月 - 情報技術学科（3年課程）、情報メディア学科（2年課程）、医療福祉学科（2年課程）に科名変更。
- 2010年（平成22年）4月 - 情報技術学科をCGクリエイティブ学科に科名変更。
- 2012年（平成24年）4月 - CGクリエイティブ学科をクリエイティブ学科に科名変更。
- 2015年（平成27年）4月 - クリエイティブ学科をITスペシャリスト学科に科名変更。
- 2018年（平成30年）4月 - 医療福祉学科を医療秘書学科に科名変更。
- 2020年（令和2年）3月 - 介護コース廃止。情報メディア学科 基本情報コースをビジネス実務コースに、CGコースをイラスト・まんがコースにコース名変更。
- 2021年（令和3年）4月 - 情報メディア学科 イラスト・まんがコースをデザインコースにコース名変更。

## 構成学科
- ITスペシャリスト学科（3年課程）
- 情報メディア学科（2年課程）
  - 情報技術コース
  - ビジネス実務コース
  - デザインコース
- 医療秘書学科（2年課程）

## 所在地
- 大垣市中野町4丁目46

## 交通アクセス
- 名阪近鉄バス「中野口」バス停より徒歩約15分。
  - 大垣駅前バスのりば（大垣駅南口）より赤坂線「消防赤坂分署」行き
- 名阪近鉄バス「大垣女子短大」バス停より徒歩約5分。
  - 大垣駅前バスのりば（大垣駅南口）より女子短大線「大垣女子短大」行き

## 通学バス
- 名阪近鉄バスを利用して、大垣駅北口より、指定の路線バスが無料で利用できる。

## 関連する学校
- 日本中央看護専門学校 - 2012年に設置者が学校法人日本中央学園から学校法人大垣女子短期大学に変更。2015年廃校。
- 日本中央学園大垣調理師専門学校 - 1995年廃校
- 大垣甲種歯科助手専門学校